# Sezímky
Sezímky jsou malá vesnice, část obce Kravaře v okrese Česká Lípa. Nachází se asi 1,5 kilometru východně od Kravař. Prochází zde silnice I/15. Sezímky leží v katastrálním území Kravaře v Čechách o výměře 10,44 km².

## Obyvatelstvo
Při sčítání lidu v roce 1921 zde žilo 149 obyvatel (z toho 71 mužů) německé národnosti, kteří byli s výjimkou tří evangelíků římskými katolíky. Podle sčítání lidu z roku 1930 měla vesnice 162 obyvatel: jednoho Čechoslováka, 155 Němců a šest cizinců. Až na tři evangelíky a jednoho člověka bez vyznání se hlásili k římskokatolické církvi.

## Další fotografie

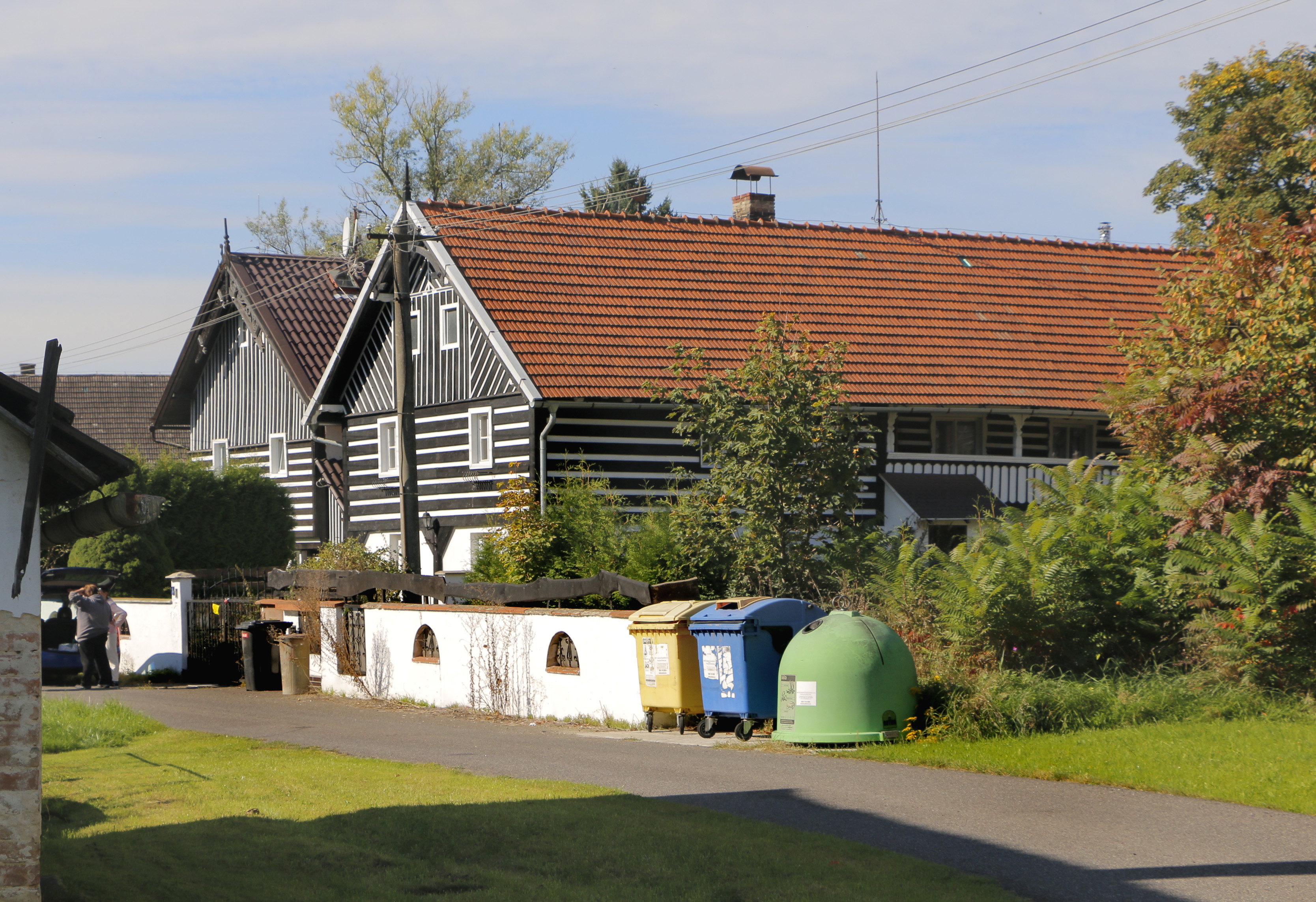
Dům čp. 4
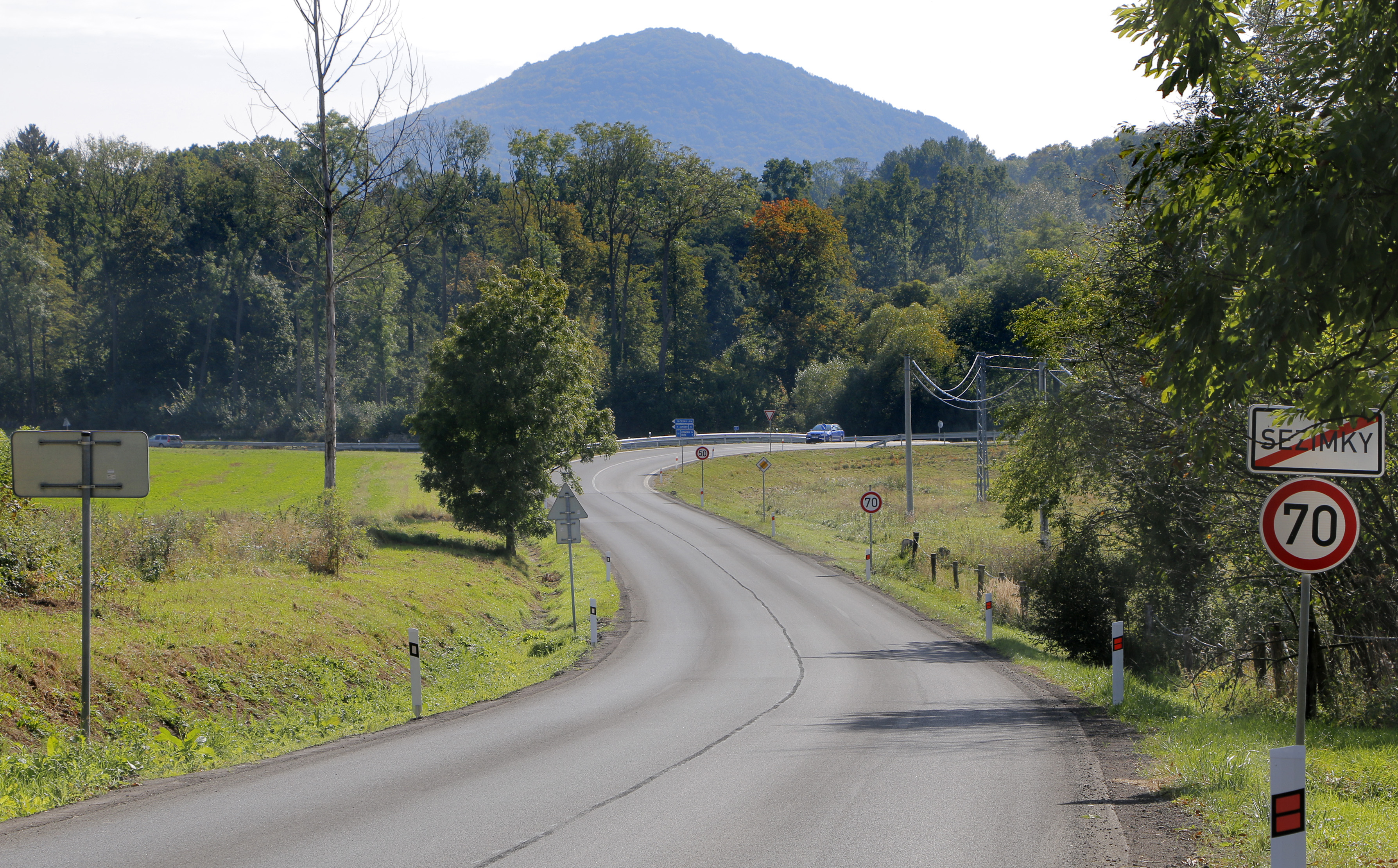
Silnice k České Lípě
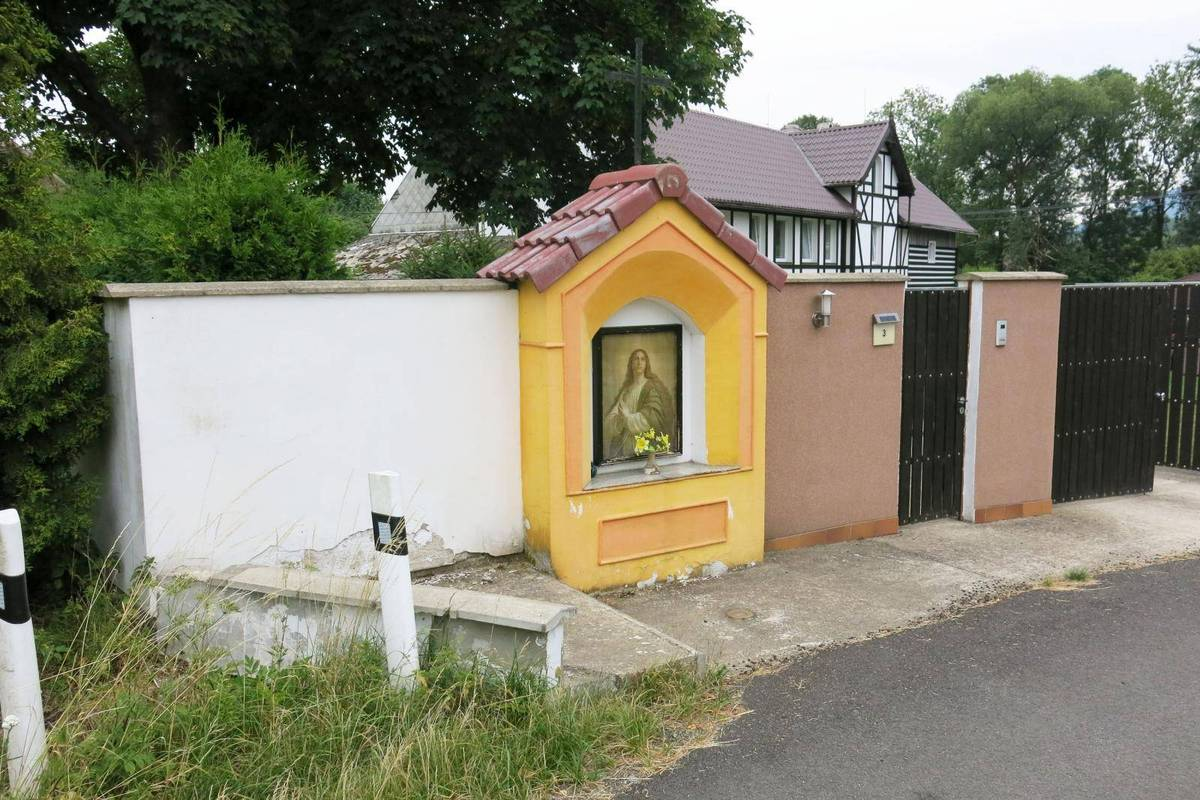
Výklenková kaplička
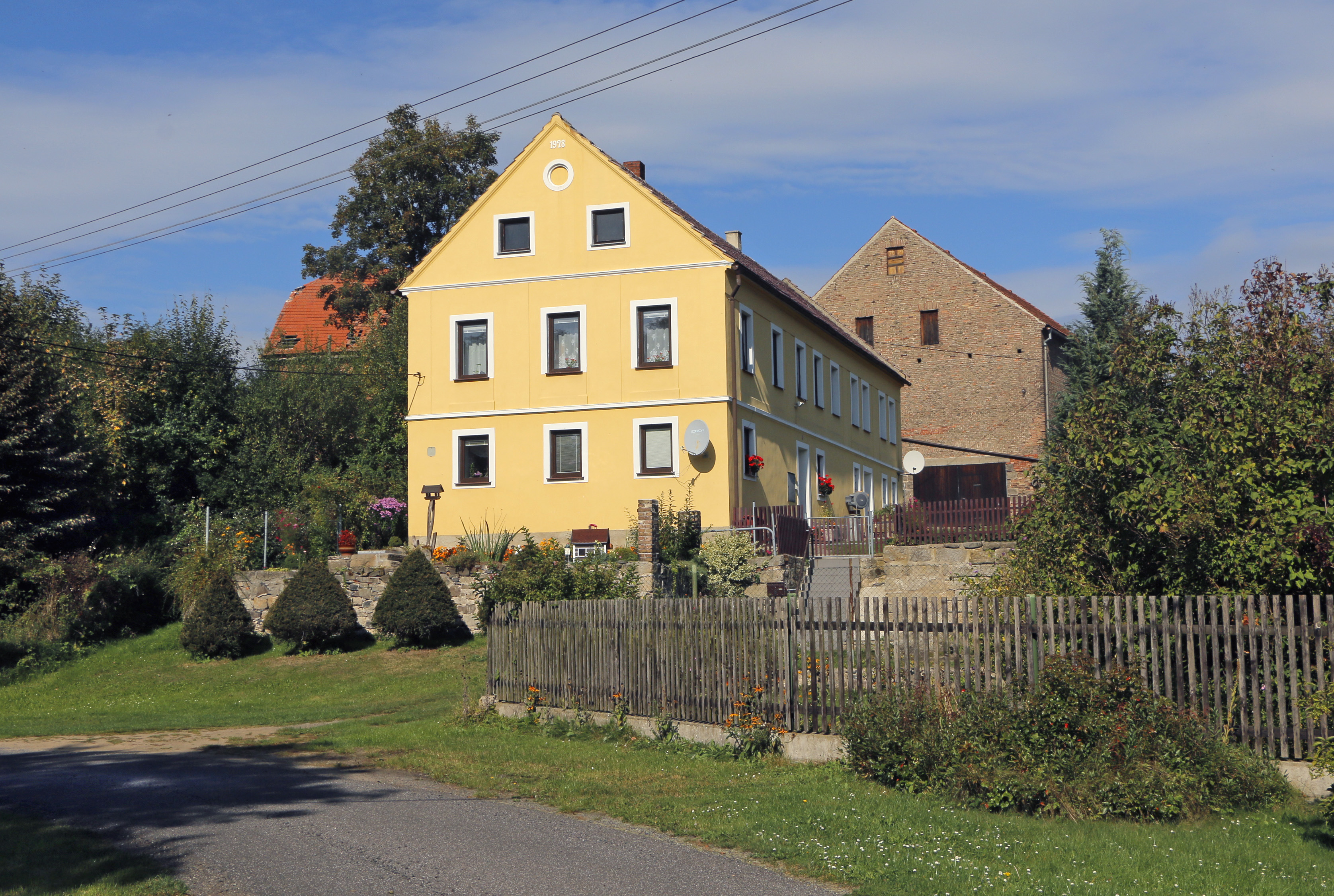
Dům čp. 8